# نوچه (رومانی)
شهر نوچه (به رومانیایی: Nucet) در شهرستان بیهور در کشور رومانی واقع شده‌است. جمعیت این شهر ۲٬۸۵۱ نفر  است.